# Helene Kirkegaard
Helene Green Kirkegaard (født 5. maj 1971) er en pensioneret dansk badmintonspiller.
Hun konkurrerede ved Sommer-OL 1996 og 2000. Ved IBF-verdensmesterskabet i 1995 vandt hun en sølvmedalje i mix dobbelt med Jens Eriksen og en bronzemedalje i kvindernes dobbelt med Rikke Olsen.